# Anna Larina
Anna Larina Boecharina (Russisch: Анна Ларина Бухарина) (27 januari 1914 - Moskou, 24 februari 1996) was de vrouw van de in 1938 tijdens een schijnproces veroordeelde en later geëxecuteerde bolsjewistische leider Nikolaj Boecharin. Anna Larina spande zich jarenlang in voor de rehabilitatie van haar man, welke pas in 1988 (onder Gorbatsjov) werd verleend. Bekendheid verwierf ze met haar in 1991 gepubliceerde memoires De revolutie ging in het rood gekleed (1991, in 1993 in een Nederlandse vertaling verschenen binnen de Privé-Domein-reeks).

## Leven
Anna was de stiefdochter van de partijleider Joeri Larin (eigenlijk haar oom) en groeide op te midden van revolutionairen. Als jong meisje ontmoette ze de 27 jaar oudere Boecharin en schreef hem meisjesachtige liefdesbrieven. In 1932 trouwden ze en kregen een zoon, Joeri.
Na de arrestatie van haar man werd ook Anna Larina door de NKVD gearresteerd en gescheiden van haar zoon. Zelf ontkwam Anna maar ternauwernood aan het executiepeloton, kreeg op het allerlaatste moment gratie en verdween voor twintig jaar in de 'Goelag-archipel'.

## Memoires
Anna Larina publiceerde haar memoires onder de titel De revolutie ging in het rood gekleed.
Centraal in de herinneringen van Anna Larina Boecharina staat de schilderachtige figuur van Nikolaj Boecharin, 'het gouden kind van de revolutie'. Boecharin was een van de vroegste strijdmakkers van Lenin en gold als de meest intellectuele en artistieke van hen. Hij was niet alleen een knap econoom en een begaafd journalist (hoofdredacteur van Pravda en Izvestia), maar ook een verdienstelijk dichter en schilder.
In haar in eenvoudige en directe stijl geschreven memoires beschrijft Anna Larina zowel haar herinneringen aan de gelukkige jaren met Boecharin, toen ze kind aan huis was op het Kremlin, als de gruwelijke jaren van Jozef Stalins terreur. Ondanks alle ellende die ze meemaakte blijft haar toon altijd hoopvol, nooit rancuneus of defaitistisch.

## Citaat
We waren vrouwen van "volksvijanden", die dat in de regel nooit waren geweest. Maar wij werden TsjSIRs genoemd, familieleden van landverraders. Het merendeel van de TsjSIRs bezat volgens de kampleiding een soort, ik zou zeggen, abstracte `vijandelijke' eigenschappen, omdat de leiding zelf niet begreep wat er in het land gebeurde. Het ene transport na het andere kwam aan. Het volk was zijn eigen vijand geworden.

## Noot
1. ↑  Cf, Anna Larina: 'De revolutie ging in rood gekleed', memoires, Arbeiderspers, 1993, blz. 429

- Bibsys: 90842824
- Biblioteca Nacional de España: XX1061685
- Bibliothèque nationale de France: cb12155684c (data)
- CiNii: DA04429090
- Digitale Bibliotheek voor de Nederlandse Letteren: boec031
- Gemeinsame Normdatei: 118878654
- International Standard Name Identifier: 0000 0001 0884 8434
- Library of Congress Control Number: n91026134
- Nationale Bibliotheek van Letland: 000042468
- Bibliotheek van het Japanse parlement: 00470134
- Nationale Bibliotheek van Tsjechië: jo2003168022
- Nationale Bibliotheek van Israël: 987007302000505171
- Nederlandse Thesaurus van Auteursnamen: 075105039
- Réseau des bibliothèques de Suisse occidentale: 02-A013502819
- LIBRIS: 194177
- SNAC: w69b3h3r
- Système universitaire de documentation: 030065534
- Virtual International Authority File: 32034892
- WorldCat: E39PBJf48wdYrD38QKHQ4RHKVC